# Miconia liesneri
Miconia liesneri är en tvåhjärtbladig växtart som beskrevs av John Julius Wurdack. Miconia liesneri ingår i släktet Miconia och familjen Melastomataceae. Inga underarter finns listade i Catalogue of Life.